# Arterias surales
Las arterias surales son de cuatro a cinco largas arterias que se originan como ramas colaterales de la arteria poplítea, aisladamente o por un tronco común.

## Ramas y trayecto
Presentan ramos para los músculos gastrocnemios o gemelos, uno de los cuales se une al nervio sural o safeno externo y lo acompaña hasta la parte media de la pierna con el nombre de arteria safena externa o safena parva. Se anastomosa con las arterias tibial posterior, inferior medial de la rodilla e inferior lateral de la rodilla.

## Distribución
Se distribuyen hacia los músculos del hueco poplíteo (gastrocnemio, sóleo y plantar delgado) y el integumento de la pantorrilla.

## Imágenes adicionales

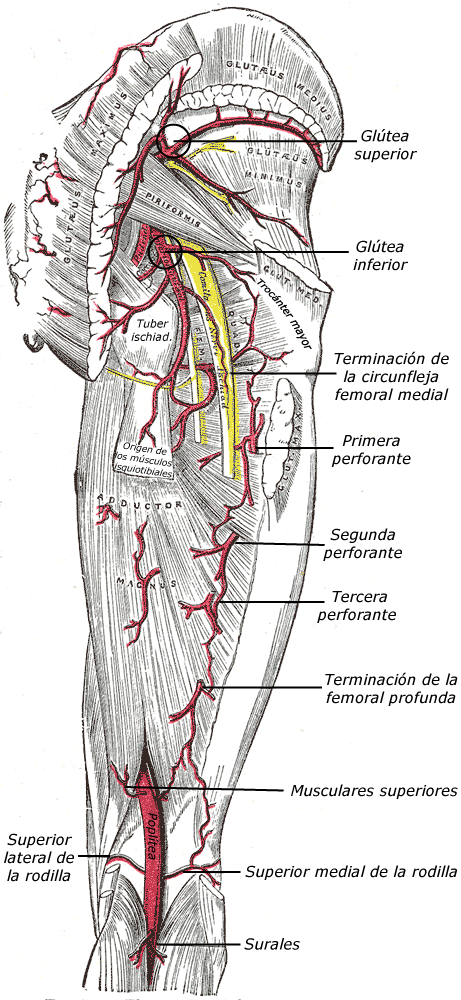
Arterias de las regiones glútea y femoral posterior.